# Yong Zhuang
Yong Zhuang (en chino tradicional, 莊泳; en chino simplificado, 庄泳; pinyin, Zhuāng Yǒng) (Shanghái, China, 10 de agosto de 1972) es una nadadora china retirada especializada en pruebas de estilo libre, donde consiguió ser campeona olímpica en 1992 en los 100 metros y campeona mundial en el año 1991 en los 50 metros libres.

## Carrera deportiva
En los JJ. OO. de Seúl 1988 ganó la plata en los 100 metros estilo libre.
Cuatro años después, en los Juegos Olímpicos de Barcelona 1992 ganó tres medallas: oro en los 100 metros libres —con un tiempo de 54.64 segundos que fue récord olímpico—, plata en 50 metros libre —con un tiempo de 25.08 segundos tras su compañera de equipo, la china Yang Wenyi que batió el récord del mundo con 24.79 segundos— y también plata en los relevos de 4x100 metros libre, tras Estados Unidos y por delante de Alemania (bronce).

## Palmarés internacional
| Juegos Olímpicos               | Juegos Olímpicos     | Juegos Olímpicos  | Juegos Olímpicos |
| Año                            | Lugar                | Medalla           | Prueba           |
| ------------------------------ | -------------------- | ----------------- | ---------------- |
| 1988                           | Seúl (Corea del Sur) | Medalla de plata  | 100 m libres     |
| 1992                           | Barcelona (España)   | Medalla de oro    | 100 m libres     |
| 1992                           | Barcelona (España)   | Medalla de plata  | 50 m libres      |
| 1992                           | Barcelona (España)   | Medalla de plata  | 4x100 m libres   |
| Campeonato Mundial de Natación |                      |                   |                  |
| Año                            | Lugar                | Medalla           | Prueba           |
| 1991                           | Perth (Australia)    | Medalla de bronce | 100 m libres     |
| 1991                           | Perth (Australia)    | Medalla de oro    | 50 m libres      |